# Onesia dispar
Onesia dispar är en tvåvingeart som först beskrevs av Macquart 1846.  Onesia dispar ingår i släktet Onesia och familjen spyflugor. Inga underarter finns listade i Catalogue of Life.